# Lazer
Lazer, äldre även tjaner efter deras namn på georgiska, är en kartvelisk folkgrupp som bor längs Svarta havets kuster i nordöstra Turkiet, bland annat i städerna Ardeşen, Trabzon och Rize, och i västra Georgien. Uppskattningar av deras antal varierar mellan 220 000 och 1,5 miljon. De är georgierna, megrelerna och adzjarerna närstående. Lazerna är främst sunnimuslimer, men vissa är georgisk-ortodoxa, och vissa georgisk-katolska. De talar främst laziska vilket är nära besläktat med georgiska.